# Грин, Флоренс
Флоренс Беатрис Грин (урождённая Паттерсон; 19 февраля 1901 — 4 февраля 2012) — британская 110-летняя долгожительница, последняя из официально подтверждённых ветеранов Первой мировой войны и последняя из военнослужащих корпуса женских Королевских ВВС времён Первой мировой.

## Биография
Родилась в Лондоне в семье Фредерика и Сары Паттерсон. В 1918 году поступила в Женские Королевские военно-воздушные силы, где служила официанткой (в офицерской столовой).
В 1920 году она переехала в Кингс-Линн (графство Норфолк), где вышла замуж за Вальтера Грина, в браке с которым она прожила 50 лет; в 1970 году Вальтер умер.
После смерти Клода Шулза 5 мая 2011 года Флоренс Грин оставалась единственной из живущих ветеранов Первой мировой войны.
Умерла 4 февраля 2012 года (за 15 дней до 111-го дня рождения). Когда её спросили, каково это — прожить 110 лет, она ответила: «Так же, как и 109».